# Сава Казанджиев
Сава Спасов Казанджиев е български ботаник и университетски преподавател. Основоположник на лихенологията в България.

## Биография
Роден е на 10 март 1877 г. в Севлиево. Негов по-малък брат е психологът проф. Спиридон Казанджиев. Учи първоначално в родния си град, а по-късно гимназия в Търново, която завършва през 1895 г. с отличен успех. Получава стипендия да учи естествени науки в Софийския университет. Завършва през 1898 г. с отличен успех. Прекарва много време в лабораторията по препариране на животни при Георги Христович и посещава сбирките на Природоизпитателното дружество и е инициатор за основаването на дружеството на студентите естественици. Сътрудничи на списание „Природа“. През 1898 г., по покана на проф. Стефан Георгиев, става първият асистент по ботаника в Софийския университет и първият, който води упражненията по физиология на растенията. Прави три екскурзии на Витоша, шест в Искърския пролом и по една в Петрохан, Чепън, Голо бърдо, Централна Стара планина, Рила, Пловдивските тепета и други места. По време на екскурзия на Витоша простива и заболява от туберкулоза. В продължение на една година се лекува в санаториуми в Австро-Унгария и Италия, но без резултат. Завръща се в България и на 17 март 1901 г. умира в София.
През 1929 г., преглеждайки запазените материали на Сава Казанджиев, унгарският лихенолог Одон Сатала открива нов вид за науката, който нарича Pertusaria kasandjieffii в негова памет.

## Публикации
През 1900 г. в статията „Лишейната флора на България“, отпечатана в „Периодическо списание на Българското книжовно дружество в София“, съобщава за 157 вида, разновидности и форми лишеи, които определя самостоятелно точно и прецизно. След смъртта му, през 1906 г., проф. Стефан Петков публикува останалата част от определените му материали от негово име и под своя редакция в статията „Допълнителен принос към лишейната флора на България“. В нея се съобщава за още 47 таксона лишеи, които са нови за България. В списание „Природа“ публикува две научнопопулярни статии – „Една екскурзия по крайбрежието на Бургаския залив“ (1897) и „Как се поддържа животът на нашата земя“ (1899).